# Свитред (король Эссекса)
Свитред (англ. Swithred) — король Эссекса (746—758).
Отец Свитреда, Сигемунд, был сыном Сигехерда, короля Эссекса. О правлении Свитреда ничего неизвестно. В это время Эссекс был вассалом Мерсии. В 758 году Свитред умер и королём стал Сигерик.